# دیوید آمبلر
دیوید آمبلر (انگلیسی: David Ambler؛ زادهٔ ۴ دسامبر ۱۹۹۷) قایقران روئینگ اهل بریتانیا است.
وی در مسابقات کشوری و بین‌المللی در مجموع برندهٔ ۴ مدال طلا، ۱ مدال برنز شده است.